# Willingshausen (Ortsteil)
Willingshausen ist der namensgebende und mit rund 750 Einwohnern viertgrößte Ortsteil der Gemeinde Willingshausen im nordhessischen Schwalm-Eder-Kreis.

## Geographie
Der Ort liegt im südwestlichen Teil der Gemeinde am Unterlauf der Antreff. Durch Willingshausen führt die Landesstraße 3145, welche Treysa (7 km nördlich) mit Alsfeld (13 km südöstlich) verbindet. Nachbarorte sind Merzhausen im Osten, Wasenberg im Norden, Neustadt im Westen, Bernsburg im Südwesten und Fischbach im Südosten.

## Geschichte

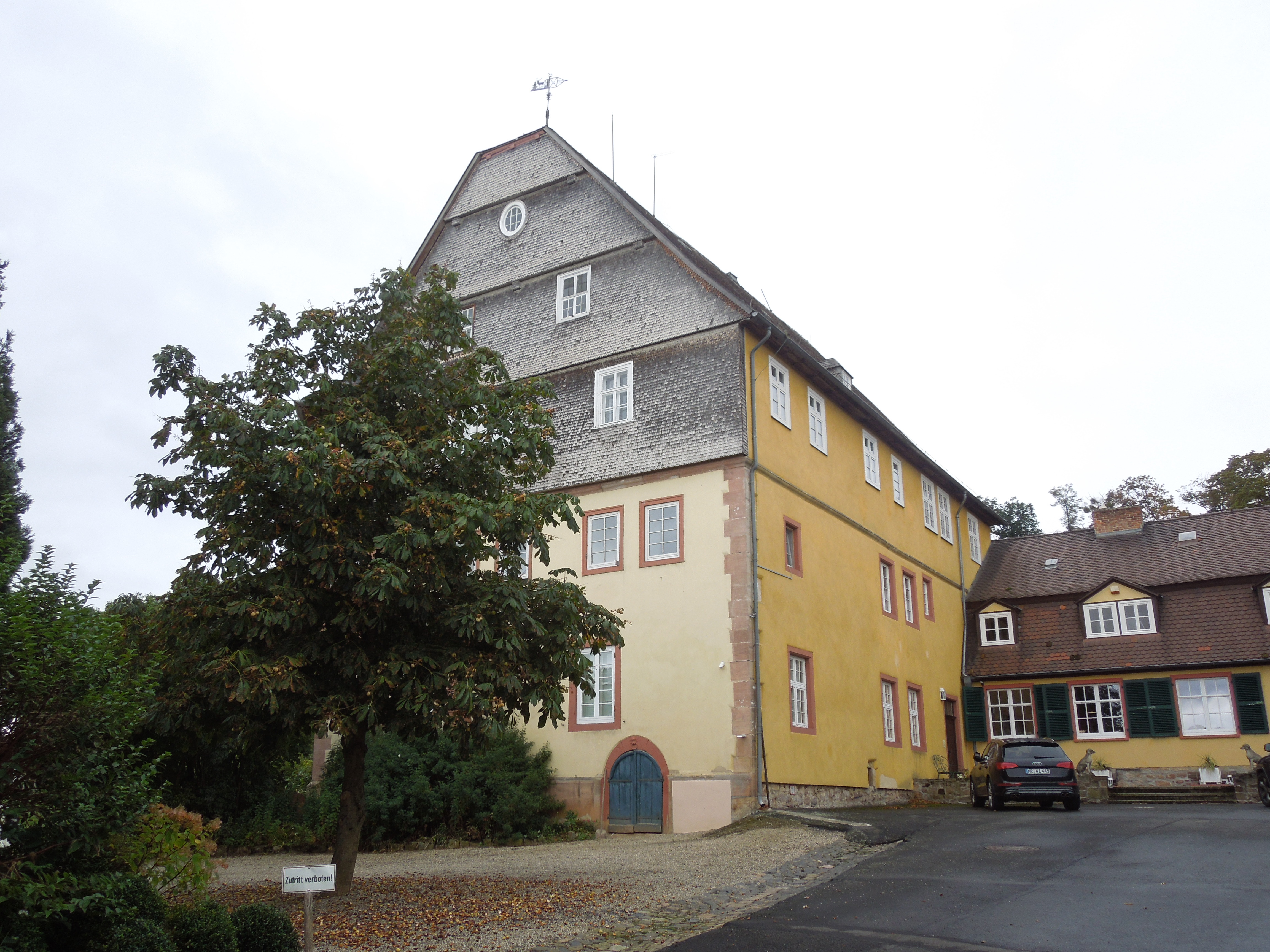
Schloss Willingshausen

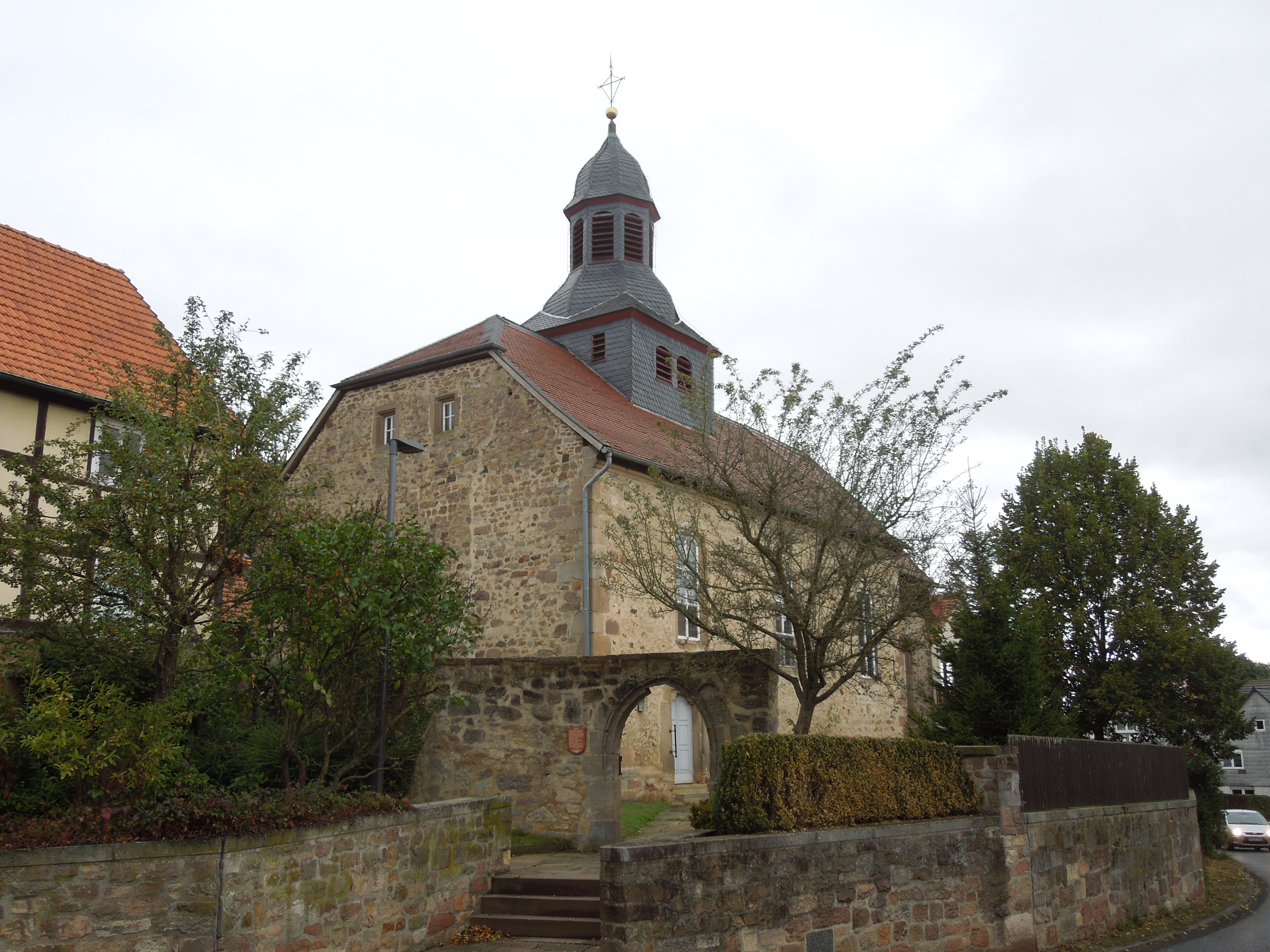
Die Kirche von Willingshausen

Die älteste bekannte schriftliche Erwähnung von Willingshausen erfolgte unter dem Namen Willichashuson und wird in die Zeit um 1080 datiert. Weitere Erwähnungen des Orts erfolgten unter den Ortsnamen (in Klammern das Jahr der Erwähnung): de Willingeshusun (1106) Willingeshusen major (1262) zur Unterscheidung von Willingeshusen minor, dem früheren Namen von Gilserberg. 1585 trat erstmals die Schreibweise Willingshausen auf.
Die Herren von Schwertzell wurden erstmals im 13. Jahrhundert urkundlich erwähnt. Sie wurden früh in Willingshausen sesshaft und erwarben 1489 die dortige Gerichtsbarkeit von Damian (Thamme) von Weitershausen aus Merzhausen, der sie de jure als hersfeldisches, de facto als landgräflich-hessisches Lehen innegehabt hatte. Sie wohnten anfangs auf einer kleinen Burg im heutigen Schlosspark und erbauten um die Mitte des 16. Jahrhunderts das Schloss Willingshausen. 
Die Kirche in Willingshausen befindet sich neben dem Schloss der Patronatsfamilie von Schwertzell. Sie stammt aus dem Jahre 1511, geht aber in Teilen auf einen kleineren Vorgängerbau aus dem 12. Jahrhundert zurück. Sie wurde, wie auch das Schloss, im Dreißigjährigen Krieg durch Brände teilweise zerstört, aber danach mit barocken Veränderungen wieder hergestellt. Sehenswert sind die Patronatsempore mit den Wappen des hessischen Adels und die Altardecke mit Schwälmer Weißstickerei. Hörenswert ist die barocke Orgel von Johannes Schlottmann aus dem Jahre 1764, 1765 von ihm um zwei Register erweitert.
Im Schloss Willingshausen trafen sich erstmals 1824 der Maler Gerhardt Wilhelm von Reutern, der 1820 Charlotte von Schwertzell geheiratet hatte, und der Kunstprofessor Ludwig Emil Grimm und begründeten die Willingshäuser Malerkolonie. In der Folgezeit kamen zahlreiche weitere Künstler und machten das Schwälmer Malerdorf im 19. und 20. Jahrhundert überregional bekannt.
Der bis zu diesem Zeitpunkt separate Gutsbezirk Rittergut Willingshausen, der 1885 94 Hektar Ackerland, 38 Hektar Wiesen und 641 Hektar Wald umfasste, wurde 1928 aufgelöst und nach Willingshausen eingemeindet.
Zum 31. Dezember 1971 fusionierten im Zuge der Gebietsreform in Hessen die bis dahin selbständigen Gemeinden Zella, Willingshausen und Merzhausen freiwillig zur neuen Gemeinde Antrefftal. Antrefftal wurde am 1. Januar 1974 mit fünf weiteren Orten zu einer größeren Gemeinde vereinigt wurde. Die neue Gemeinde gab sich den Namen Willingshausen, die Gemeindeverwaltung wurde jedoch im Ortsteil Wasenberg angesiedelt. Für alle ehemals eigenständigen Gemeinden von Willingshausen wurde je ein Ortsbezirk mit Ortsbeirat und Ortsvorsteher nach der Hessischen Gemeindeordnung gebildet.

## Bevölkerung
Einwohnerstruktur 2011
Nach den Erhebungen des Zensus 2011 lebten am Stichtag, dem 9. Mai 2011, im Ortsteil Willingshausen 795 Einwohner. Darunter waren 18 (2,3 %) Ausländer.
Nach dem Lebensalter waren 120 Einwohner unter 18 Jahren, 339 zwischen 18 und 49, 174 zwischen 50 und 64 und 156 Einwohner waren älter. Die Einwohner lebten in 333 Haushalten. Davon waren 84 Singlehaushalte, 90 Paare ohne Kinder und 126 Paare mit Kindern, sowie 30 Alleinerziehende und 3 Wohngemeinschaften. In 66 Haushalten lebten ausschließlich Senioren und in 219 Haushaltungen lebten keine Senioren.
Einwohnerentwicklung
| Quelle: Historisches Ortslexikon |                                                 |
| • 1585:                          | 85 Hausgesesse                                  |
| • 1639:                          | 45 Männer, 5 Witwen                             |
| • 1681:                          | 42 Hausgesesse, drei Ausschuss, ein Junggeselle |
| • 1747:                          | 49 Feuerstellen, 349 Einwohner                  |

| Ortsteil Willingshausen: Einwohnerzahlen von 1834 bis 2015 | Ortsteil Willingshausen: Einwohnerzahlen von 1834 bis 2015 | Ortsteil Willingshausen: Einwohnerzahlen von 1834 bis 2015 | Ortsteil Willingshausen: Einwohnerzahlen von 1834 bis 2015 | Ortsteil Willingshausen: Einwohnerzahlen von 1834 bis 2015 |
| --- | ---------------------------------------------------------- | ---------------------------------------------------------- | ---------------------------------------------------------- | ---------------------------------------------------------- |
| Jahr |                                                            |                                                            |                                                            | Einwohner                                                  |
| 1834 | 1834                                                       |                                                            | 592                                                        | 592                                                        |
| 1840 | 1840                                                       |                                                            | 645                                                        | 645                                                        |
| 1846 | 1846                                                       |                                                            | 688                                                        | 688                                                        |
| 1852 | 1852                                                       |                                                            | 709                                                        | 709                                                        |
| 1858 | 1858                                                       |                                                            | 702                                                        | 702                                                        |
| 1864 | 1864                                                       |                                                            | 703                                                        | 703                                                        |
| 1871 | 1871                                                       |                                                            | 670                                                        | 670                                                        |
| 1875 | 1875                                                       |                                                            | 640                                                        | 640                                                        |
| 1885 | 1885                                                       |                                                            | 642                                                        | 642                                                        |
| 1895 | 1895                                                       |                                                            | 645                                                        | 645                                                        |
| 1905 | 1905                                                       |                                                            | 686                                                        | 686                                                        |
| 1910 | 1910                                                       |                                                            | 648                                                        | 648                                                        |
| 1925 | 1925                                                       |                                                            | 620                                                        | 620                                                        |
| 1939 | 1939                                                       |                                                            | 691                                                        | 691                                                        |
| 1946 | 1946                                                       |                                                            | 1.054                                                      | 1.054                                                      |
| 1950 | 1950                                                       |                                                            | 1.035                                                      | 1.035                                                      |
| 1956 | 1956                                                       |                                                            | 867                                                        | 867                                                        |
| 1961 | 1961                                                       |                                                            | 851                                                        | 851                                                        |
| 1967 | 1967                                                       |                                                            | 845                                                        | 845                                                        |
| 1980 | 1980                                                       |                                                            | ?                                                          | ?                                                          |
| 1990 | 1990                                                       |                                                            | ?                                                          | ?                                                          |
| 2000 | 2000                                                       |                                                            | ?                                                          | ?                                                          |
| 2011 | 2011                                                       |                                                            | 795                                                        | 795                                                        |
| 2015 | 2015                                                       |                                                            | 741                                                        | 741                                                        |
| Datenquelle: Historisches Gemeindeverzeichnis für Hessen: Die Bevölkerung der Gemeinden 1834 bis 1967. Wiesbaden: Hessisches Statistisches Landesamt, 1968. Weitere Quellen: Gemeinde Willingshausen; Zensus 2011 |                                                            |                                                            |                                                            |                                                            |

Historische Religionszugehörigkeit
| Quelle: Historisches Ortslexikon | |
| • 1861:                          | 674 evangelisch-reformierte, 45 jüdische Einwohner                                                             |
| • 1885:                          | 378 evangelische (= 100 %) Einwohner                                                                           |
| • 1961:                          | 546 evangelische (= 93,65 %), 4 anderes christliche-konfessionelle (= 0,9 %), 33 (= 5,66 %) jüdische Einwohner |

Historische Erwerbstätigkeit
| • 1747: | 4 Schneider, zwei Schreiner, ein Schuster, ein Drechsler, 16 Leineweber, ein Wagner, ein Schmied, drei Handelsjuden, 13 Tagelöhner, 12 Tagelöhnerinnen |
| • 1838  | Familien: 20 Ackerbau, 30 Gewerbe, 33 Tagelöhner |
| • 1961  | Erwerbspersonen: 202 Land- und Forstwirtschaft, 154 produzierendes Gewerbe, 43 Handel und Verkehr, 37 Dienstleistungen und Sonstiges                   |

## Jüdische Einwohner
in Willingshausen lebten spätestens im 18. Jahrhundert jüdische Familien. Sie gehörten zur jüdischen Gemeinde im benachbarten Merzhausen. 1842 waren 30 von insgesamt 645 Einwohnern des Dorfs 1842 jüdisch, 1861 waren es 45. Danach erfolgte eine allmähliche Abwanderung in die Städte und in die USA: 1905 waren es noch 25, 1924 noch 21 Personen und schließlich 1933 nur noch fünf Familien. Die jüdischen Familien lebten überwiegend vom Textil- oder Viehhandel. Von den in Willingshausen geborenen und/oder längere Zeit am Ort wohnhaften jüdischen Personen kamen zehn in der NS-Zeit ums Leben, der älteste 1873, der jüngste 1908 geboren.
Eine Synagoge gab es nur in Merzhausen, ein einfaches Fachwerkgebäude. In der Reichspogromnacht im November 1938 wurde sie geschändet, ausgeraubt und teilweise zerstört. Der Bau wurde bis 1951 als Scheune genutzt und dann abgebrochen. 

## Politik
Für Willingshausen besteht ein Ortsbezirk (Gebiete der ehemaligen Gemeinde Willingshausen ohne einige Flurstücke die zum Ortsbezirk Merzhausen zählen) mit Ortsbeirat und Ortsvorsteher nach der Hessischen Gemeindeordnung.
Der Ortsbeirat besteht aus fünf Mitgliedern. Bei den Kommunalwahlen in Hessen 2021 betrug die Wahlbeteiligung zum Ortsbeirat 59,75 %. Alle Kandidaten gehörten der „Gemeinschaftsliste Willingshausen“ an. Der Ortsbeirat wählte  Jörg Waldhelm zum Ortsvorsteher.

## Kulturdenkmäler
Für die unter Denkmalschutz stehenden Kulturdenkmäler des Ortes siehe die Liste der Kulturdenkmäler in Willingshausen (Ortsteil).

## Persönlichkeiten
- Wilhelmine von Schwertzell (1790–1849), Komponistin, Dichterin, sammelte für die Brüder Grimm Märchen aus der Schwalm
- Magnus Corell (1839–1919), Abgeordneter des Provinziallandtages der Provinz Hessen-Nassau
- Heinrich Schaub (1915–nach 1995), Funktionär (LDPD/SED), Abgeordneter der Volkskammer der DDR